# HMS Amazon (D39)
HMS Amazon var en prototyp av en ny jagar-klass som beställdes av Royal Navy 1924. Hon designades och byggdes av Thornycroft som svar på en begäran från amiralitetet om en ny design av jagare som införlivade lärdomarna och de tekniska framstegen från första världskriget. Deras rival Yarrow tog fram en liknande design - Ambuscade.

## Design och konstruktion
Thornycroft utvecklade minst fyra separata konstruktioner för detta fartyg, varav två var 94 meter långa och två var 93 meter långa, med motoreffekter som varierade från 28.000-33.000 shp (21.000-25.000 kW). Två slutliga konstruktioner erbjöds amiralitetet, som behövde prototyper för efterföljande konstruktion av jagare. Thornycrofts "A"-design använde den maximalt tillåtna längden på 94 meter. Deras "B"-design - som antogs - minskade dock längden med 1,5 meter och hade bara ett enda pannrum föröver.
Två olika ritningar för maskineriet togs fram, plus en tredje skissritning. "B"-designen modifierades i november 1924 efter att bygget hade påbörjats, för att använda maskineri som kunde ge en extra hastighet på 2 knop (3,7 km/h); detta krävde extra längd. Efter de första försöken 1926 ändrades turbinerna.
Till skillnad från tidigare konstruktioner, som var avsedda för hemmaflottan, var de konstruerade för kolonialt bruk, med högre fribord, effektivare turbiner och bättre ventilation.
Bestyckningen var identisk med den i V- och W-klassens jagare som byggdes sent under första världskriget och bestod av fyra enkelmonterade 12 cm BL Mark I allmålskanoner. Dessa vapen baserades på en fältpjäs från armén och hade separata laddningar och ingen QF-mekanism (Quick Firing). Fästena hade halvsköldar och en maximal elevation på 30°.
Eldledningen skedde med en 2,7 meter basavståndsmätare och det nya "Destroyer Director Control Tower" (DCT). Det senare skulle monteras på alla efterföljande jagare inom Royal Navy från C-klassen fram till U-klassen 1942. Amazon nådde bara 34,5 knop (63,9 km/h) på sina första prov och togs därför i beslag för modifieringar. Hennes efterföljande sjötester den 3 januari 1927 resulterade i en hastighet på 37,5 knop (69,5 km/h). Vid ett senare prov i mars 1927 gjorde hon 38,71 knop (71,69 km/h) på sin snabbaste tur och 37,34 knop (69,15 km/h) på den långsammaste, med en genomsnittlig motoreffekt på 41.559 shp (30.991 kW). Detta var dock nästan 300 ton under hennes maximala deplacement. Hennes sjöhastighet i lastat skick under drift var endast 31 kn (57 km/h). Hon färdigställdes den 5 maj 1927.
Flottan var så nöjd med designen att den utgjorde grunden för de följande 77 jagarna, ofta kända som "mellankrigsstandarden", fram till (men inte inklusive) Tribal-klassen från 1936.
Amazon utrustades för tjänstgöring under andra världskriget som konvojeskort. Hennes "A" och "Y" 12 cm kanoner och efterföljande uppsättning torpedtuber togs bort. En 7,6 cm Mk.V luftvärnskanon installerades i stället för torpederna (för att åtgärda bristen på ett tungt luftvärnsvapen), och en "Hedgehog"-granatkastare installerades på förskeppet. En typ 286P radar monterades på masttoppen, och avståndsmätaren och riktaren på bryggan ersattes med en typ 271 radar för att upptäcka ubåtar på ytan. "Pom-pom"-luftvärnskanonerna ersattes med 20 mm Oerlikon-automatkanoner, och ytterligare ett par monterades på bryggvingarna.

## Tjänstgöring
Hon tillbringade större delen av kriget fram till 1942 med att eskortera nordatlantiska och arktiska konvojer, för att sedan förflyttas till Medelhavet och delta i Operation Pedestal, innan hon 1943 återvände till hemmavattnen för att stanna där under hela kriget. År 1944 började hon att användas som ett målfartyg och skrotades av West of Scotland Shipbreaking i Troon 1949.